# Pocket Revolution
Pocket Revolution is een album van de Belgische rockgroep dEUS dat in 2005 verscheen. Het was de eerste nieuwe plaat die de groep in zes jaar uitbracht sinds The Ideal Crash (1999) en hierom werd er door veel mensen halsreikend naar uitgezien. Zo werd het de snelstverkochte en meest gekochte cd die de groep ooit gehad heeft.

## Inhoud
Pocket Revolution ontleent zijn titel aan het gevoel van eenzaamheid. Het gaat over de veranderingen die we allemaal weleens besluiten door te voeren, maar die ten slotte erg beperkt blijven. Er vindt dus een soort "revolutie in zakformaat" plaats, vandaar de titel. Barman overwoog nog de titel used future te gebruiken, omdat het album in een soort afscheidssfeer tot stand kwam. Daarnaast voelde hij zich ook erg opgebruikt en uitgeput ("used"). Omdat kennissen en vrienden de titel niet zo goed vonden en het woord future (toekomst) uiteindelijk te techno-achtig, zagen ze af van deze titel. Used future duikt echter wel op de achterkant van de cd op, in de rechterbenedenhoek.
Bad Timing is vernoemd naar de gelijknamige film van Nicolas Roeg uit 1980
 7 days, 7 weeks schreef Barman voor zijn oudere zus. Toen hij het lied voor het eerst voor haar en zijn moeder speelde bleek hij de enige die echt sentimenteel werd van het nummer. Zijn zus, die regelmatig Barman gevraagd had een nummer voor haar te schrijven, vindt het een te confronterend nummer.
Sun Ra is vernoemd naar de bekende excentrieke jazzmusicus Sun Ra. Het nummer gaat volgens Barman over de eindeloze herinneringen die in een mens opkomen als je in je bed ligt: 
Ineens lijk je je hele leven te kunnen herinneren, de meest gênante voorvallen eerst: iets dat je acht jaar geleden ooit gezegd hebt tegen iemand in een club, het foute antwoord op een vraag van een journalist drie maanden geleden, een net iets te scherpe opmerking tegen een vriendin twee jaar geleden...Dat komt dan ook allemaal tegelijk op je af. "Where was it hidden?" zing ik dan ook.
Cold Sun Of Circumstance ontstond tijdens een jamsessie en het staccato dicteerde de tekst die op zijn beurt door Bob Dylan was geïnspireerd. Barman raakte tijdens deze periode erg in Dylan geïnteresseerd en kocht al diens albums.
Include Me Out, Pocket Revolution en Stop-Start Nature gaan over steeds weer dezelfde fouten maken.
Include Me Out verwijst naar een malapropisme dat filmproducer Samuel Goldwyn ooit zou gezegd hebben. De introductie Hello from the children of planet Earth is een sample afkomstig van een radioverslag over de lancering van de eerste ruimteraket.
The Real Sugar is opgedragen aan Mark Sandman, een persoonlijke vriend van Barman.
What We Talk About When We Talk About Love is de titel van een boek door Raymond Carver. Het lied werd geïnspireerd door Some Kind Of Love door The Velvet Underground.
De slottrack Nothing Really Ends werd al in 2001 op single uitgebracht en werd een hitje in Vlaanderen. De versie op Pocket Revolution is echter wel een andere versie, zo speelt hier Stéphane Misseghers de drums in plaats van Jules De Borgher, zoals op de versie uit 2001. In de regel "the one where Martin Sheen waves his arm to the girl in the street" wordt verwezen naar de film Badlands (1973) door Terrence Malick.

## Tracklist
1. Bad Timing
2. 7 Days, 7 Weeks
3. Stop-Start Nature
4. If You Don't Get What You Want
5. What We Talk About (when we talk about love)
6. Include Me Out
7. Pocket Revolution
8. Nightshopping
9. Cold Sun Of Circumstance
10. The Real Sugar
11. Sun Ra
12. Nothing Really Ends

## Voorgeschiedenis
Er werd al lang gewacht op dEUS' nieuwe cd, omdat de band sinds The Ideal Crash (1999) geen nieuw album meer had uitgebracht. De groep stond echter zowat op uiteenvallen omdat verschillende leden van de oorspronkelijke bezetting, zoals Stef Kamil Carlens, Rudy Trouvé en Danny Mommens inmiddels een solocarrière waren begonnen. De reden hiervoor werd vooral gezocht bij meningsverschillen met Barman.
Als tussendoortjes bracht dEUS wel enkele singles uit die uiteindelijk op Pocket Revolution zouden belanden: Nothing Really Ends (2001), If You Don't Get What You Want (2004), werkte Barman samen met dance-act Magnus en regisseerde hij zijn speelfilmdebuut Any Way the Wind Blows (2003).
Het was de bedoeling dat de plaat live in de studio gespeeld zou worden, maar Barman bleef de drang voelen achteraf nog wat aan de nummers te sleutelen. Bovendien had de groep al een ganse tijd niet meer samen opgetreden. Barman voelde zich lange tijd wat gehinderd door het opstappen van de verschillende bandleden waardoor enkel hij en Klaas Janszoons nog overbleven van de oorspronkelijke bezetting. Er vonden veel ego-oorlogen plaats tussen hem en de groepsleden. Bovendien voelde Barman, meer dan de rest, ook de grote druk en verwachtingen van de pers en het publiek aan ten aanzien van de nieuwe cd. Hij kreeg te kampen met een inzinking en enkel door zich met de opnames van de plaat bezig te houden kon hij zich enigszins sterk houden.

## Trivia
- Het album is het eerste waarop Mauro Pawlowski, de ex-frontman van The Evil Superstars, meespeelt.
- De hoes van het album is afkomstig uit album 20 (De Von Neumann-Machine) van de stripreeks Storm, getekend door striptekenaar Don Lawrence. De groepsfoto binnenin werd in een politiebureau genomen. Barman kreeg het idee toen zijn manager vond dat Barman op de cd niets anders gedaan had dan zichzelf te ondervragen. Mauro Pawlowski is de arrestant, Stéphane Misseghers en Barman de rechercheurs, Alan Gevaert de griffier en Klaas Janzoons de conciërge.
- Het album is ook de eerste cd die dEUS tijdens concerten volledig speelde en tevens een van hun best- en snelstverkochte platen.